# I powstanie Desmondów
I powstanie Desmondów – zryw zbrojny, który miał miejsce w południowej Irlandii w latach 1569–1573.
W latach 1560–1580 doszło do walk w prowincji Munster w południowej Irlandii. Rebelianci inicjowani byli przez dynastię Earl of Desmond (Fitzgeraldowie lub Geraldinowie), walczącą przeciwko władzy rządu elżbietańskiego w Ulsterze. Powstanie miało na celu wyzwolenie się lordów feudalnych spod władzy królewskiej, było też częścią konfliktu religijnego pomiędzy protestantami i katolikami. 
Ziemie południowej Irlandii zdominowane były przez rody Butlerów (Ormondowie) oraz Fitzgerald (Desmondowie). Przedstawicielem króla angielskiego w Irlandii był Henry Sidney (Lord Deputy of Ireland). Jego celem było objęcie stanowiska gubernatora, gwarantującego pokój pomiędzy zwaśnionymi rodami. Jednak lordowie widzieli w działaniach Sidneya tylko atak na własne obszary wpływów i chęć odebrania im władzy. Doprowadziło to w roku 1565 do bitwy pod Affane w Waterford pomiędzy obiema dynastiami. Już sam fakt, że obie strony podczas bitwy trzymały własne sztandary był wyraźnym afrontem dla korony brytyjskiej. Elżbieta I nakazała wówczas sprowadzenie przywódców obu rodów do Londynu. Thomas Butler (3 Earl of Ormonde) będący kuzynem królowej, zachował wolność, natomiast Gerald Fitzgerald i jego bracia John oraz James zamknięci zostali w londyńskiej Tower. 
Aresztowanie przywódców spowodowało oddanie władzy Fitzgeraldów i Desmondów w ręce żołnierza Jamesa Fitzmaurice Fitzgeralda. Fitzmaurice nie miał żadnego interesu w ustanawianiu porządku w Munsterze. Jako katolik, zwolennik kontrreformacji był zawziętym przeciwnikiem angielskiego gubernatora. Chcąc go pokonać i przywrócić władzę Desmondów, planował rebelię przeciwko Anglikom. Wkrótce wsparło go wiele miejscowych klanów (MacCarthy, O'Sullivan, O'Keefe).
Rebelię rozpoczął atak na kolonię angielską w Kerrycurihy (północny Cork) w czerwcu 1569 r. W odpowiedzi Henry Sidney zmobilizował wielką armię składającą się z żołnierzy angielskich oraz przeciwników Fitzgeraldów i Ormondów. Na czele tej armii rozpoczął pustoszenie ziem przeciwnika. Wielu dowódców Fitzmaurice'a opusciło wkrótce szeregi armii, chcąc bronić własnych ziem. 
Ostatecznie Sidney zmusił Fitzmaurice'a do wycofania się w rejony wyżynne w hrabstwie Kerry, skąd podejmował on ataki partyzanckie na Anglików. W lutym 1573 r. Fitzmaurice skapitulował i zbiegł opuszczając Kerry. 
W celu uspokojenia sytuacji w Irlandii, zwolniono z więzienia Geralda Fitzgeralda oraz jego syna Johna. Obaj wrócili do Irlandii. Nowy Lord President of Munster - Drury już po kapitulacji powstańców nakazał stracenie 700 z nich. Dodatkowo zabroniono propagowania zwyczajów galijskich (noszenia narodowych strojów, wykonywania pieśni i spisywania poezji). 